# Menopygidae
De Menopygidae zijn een familie van uitgestorven zee-egels (Echinoidea).

## Geslacht
- Menopygus Pomel, 1883 †